# Śmicki Potok
Śmicki Potok (nazwa oboczna Śmiczowski) – potok na ziemi prudnickiej, w południowo-zachodniej Polsce, w województwie opolskim, powiecie prudnickim, gminie Biała. Dopływ rzeki Biała, długości 11,31 km.
Źródło potoku znajduje się we wsi Śmicz. Przepływa w rejonie miejscowości Otoki, Grabina, Śmieciak, Piechocice, Frącki. Między przysiółkiem Frącki i wsią Łącznik uchodzi do rzeki Biała. Jego dopływem jest potok Pleśna Woda.